# مسافر (فیلم ۱۹۹۷)
مسافر (انگلیسی: Traveller) فیلمی آمریکایی در سبک جنایی و درام و به کارگردانی جک ان. گرین است که در سال ۱۹۹۷ منتشر شد. از بازیگران آن می‌توان به بیل پاکستون، مارک والبرگ، جولیانا مارگولیس، جیمز گامون و نیکی دیلچ اشاره کرد.